# 대감초등학교
대감초등학교는 대한민국 경상남도 김해시 대동면 대감리에 있는 공립 초등학교이다.

## 학교 연혁
- 1944년 4월 25일 대감국민학교 설립 인가
- 1984년 10월 23일 본관 6개 교실 개축
- 1985년 7월 20일 본관 4개 교실 및 현관 개축
- 1994년 12월 5일 '가야의 얼' 시 우수학교 운영
- 1995년 12월 20일 '국혼 교육' 도 우수학교 운영
- 1996년 3월 1일 대감초등학교로 교명 변경
- 2003년 3월 19일 급식소 증축 및 조리실 신축
- 2003년 9월 26일 학교환경 개선사업 완공
- 2004년 10월 25일 시 시범학교 운영 보고
- 2005년 3월 1일 인성교육 자율 도 시범학교 지정
- 2008년 11월 1일 '08 김해교육청 학교평가 최우수학교 선정
- 2009년 3월 1일 녹색학교 운영
- 2011년 3월 1일 도 시범학교 지정 운영 (소규모학교 협동교육과정)
- 2013년 2월 22일 제69회 졸업식(졸업생 총 5,009명)
- 2013년 9월 1일 제 28대 유의식 교장선생님 취임